# Disney Hotel New York – The Art of Marvel
Le Disney Hotel New York – The Art of Marvel, anciennement Disney's Hotel New York est un hôtel du complexe de loisirs de Disneyland Paris situé sur l'actuelle ville nouvelle de Marne-la-Vallée. Il a ouvert en même temps que le complexe en avril 1992 et a fermé ses portes pour cause de rénovation et de changement de thème le 6 janvier 2019. Il est situé juste à côté de Disney Village, à l'extrémité nord du Lac Disney faisant face au Disney's Newport Bay Club.
L'hôtel d'origine fut dessiné par l'architecte américain Michael Graves qui a voulu rendre hommage à la ville de New York. Il comptait auparavant 565 chambres et 27 suites. Après sa rénovation il est désormais composé de 471 chambres, 65 exécutives, 15 suites thématisées, huit suites « standards » et deux présidentielles.

## L'ancien thème

Ancien logo du Disney's Hotel New York.

L'hôtel évoquait par ses façades extérieures, des quartiers de la ville de New York (Manhattan, Rockefeller Center, Gramercy Park) ainsi que des éléments architecturaux caractéristiques (les Brownstones). Le style intérieur reprend les formes Art déco des années 1920/1930, surtout à travers le mobilier. Certains traits décoratifs rappellent le surnom affectueux donné à New York par ses habitants : Big Apple (Grosse pomme). L'aspect extérieur a fortement changé en 1996, lors d'une réfection des peintures. La couleur bleue d'origine a été remplacée par un carmin sur la section centrale et par du brun sur les tours extérieures.

## Nouveau thème
À partir de janvier 2019 et jusqu'en juin 2021, l'hôtel a subi une rénovation et est thématisé sur le monde des super héros Marvel. L'hôtel n'a pas été accessible pendant les travaux. La date de sa réouverture fut à l'origine à l'été 2020. Cependant, en raison de la pandémie de Covid-19, sa réouverture fut repoussée pour le 21 juin 2021. Une rénovation de la façade, de l'entrée et des chambres a été entreprise afin d'être en adéquation avec le nouveau thème. Depuis sa réouverture, le « Disney’s Hotel New York – The Art of Marvel » évoque la sophistication contemporaine de la ville berceau des super-héros Marvel et des scénaristes et dessinateurs qui les ont créés. La réhabilitation du Disney’s Hôtel New York repose ainsi sur un environnement inspiré des buildings luxueux et contemporains de Manhattan,.

## Le bâtiment
L'hôtel est situé sur la rive nord du lac Disney par sa façade sud et sur l'avenue René Goscinny par son entrée nord.
L'entrée nord donne sur un parking découvert de 630 places et l'entrée sud donne sur la Rockefeller Plaza puis sur la promenade Disney qui encercle le lac Disney.
L'hôtel est composé de trois ailes jointes les unes aux autres.
- L'aile centrale appelée Midtown prend la forme de sept tours de 8 étages. Il n'y a en réalité que cinq tours car les trois centrales ne sont qu'un seul bâtiment.
  - Les tours centrales sont surmontées de cheminées et arborent depuis 1997 des couleurs carmin, brin et bleu. Au pied de la façade, trois verrières triangulaires servent d'entrée à l'hôtel depuis la Rockefeller Plaza.
  - Les autres tours sont disposées de chaque côté des tours centrales. Elles étaient surmontées de pyramidions. Les deux tours extrêmes en comportaient 6 contigus tandis que les deux tours intérieures n'en comptaient que quatre et espacés. Ces tours sont de couleurs brune et sable. Les tours des extrémités possèdent des fenêtres étroites et servent de liaisons avec les autres ailes.
- L'aile ouest prend la forme d'un U de trois étages. Elle est appelée Gramercy Park Le bâtiment délimite une cour privée de forme carrée située juste à côté du Disney Village. Il s'inspire des Brownstones des quartiers de Brooklyn et du Queens. Elle accueille des chambres mais permet surtout de rejoindre le centre de remise en forme, la piscine et le terrain de basket.
- L'aile est appelée Brownstone comprend surtout le centre de congrès. L'aile se décompose en deux parties. Une barre de 5 étages donne sur la Rockefeller Plaza et masque le centre de congrès. Elle se termine par une tour circulaire au bord du lac et accueille les restaurants. Derrière le centre de congrès s'étend sur plus de 5 000 m2 (agrandi de 1 000 m2 en 1996).

## Les services de l'hôtel

### Les chambres
L'hôtel appartient à la catégorie Grand Standing (4*) et comprend 471 chambres supérieures, 65 chambres exécutives, 23 suites thématisées et 2 suites présidentielles.

### Les restaurants et bars
Il comprend également deux restaurants, un bar et un lounge.
- Le Manhattan Restaurant est un restaurant de service à table élégant et raffiné. La cuisine s'inspire de la gastronomie italienne.
- Le Downtown Restaurant (anciennement le Parkside Diner) est un buffet où les plats traditionnels américains viennent à la rencontre des saveurs de Chinatown et Little Italy.
- Le Skyline Bar (anciennement le New York City Bar) est un élégant bar à martini typiquement new-yorkais, offrant une vue sur les sommets de New-York.
- Le Bleecker Street Lounge quant à lui est un bar trendy prenant la forme d’un loft de Manhattan.

### La boutique
- La New York Boutique (anciennement Boutique New York), située dans le hall de l'hôtel côté est, propose de nombreux produits sur l'univers Marvel.

Elle s'appelait Stock Exchange jusqu'en 1996.

### Les activités possibles
- La Super Hero Station est un lieu de rencontre des personnages où les visiteurs peuvent se prendre en photo dans 8 photolocations immersives et également avec leurs héros Marvel favoris.
- Le Marvel Design Studio : un univers destiné aux petits et grands, où ces derniers peuvent apprendre à dessiner leurs super héros Marvel favoris dans un décor inspiré des ateliers où sont imaginés les comics.
- La Metro Pool, un complexe aquatique regroupant une piscine intérieure et extérieure, un bassin enfants, un jacuzzi, un sauna et un hammam.
- Le Metro Health Club qui est équipé de machines et d'accessoires de sport.
- La Hero Training Zone située en extérieur qui est composée d'un terrain multisport (basketball, football...) qui sépare la zone d'activités pour enfants et celle pour adultes. Elle remplace les deux courts de tennis qui existaient derrière la piscine.

La Rockefeller Plaza accueillait auparavant une fontaine et un bassin qui en hiver se transformait en patinoire (depuis 1995). La location des patins se faisait dans le pavillon au sud-ouest de la place (vers le Disney Village). Elle a été remplacée par une pelouse.

### Le centre de congrès
Un centre de congrès de plus de 5 000 m2 est attenant à l'hôtel, avec une entrée et une réception indépendantes. Il se compose de deux grandes salles plénières et de diverses salles. L'espace est modulable et peut atteindre au total 55 salles :
- salle Grand Ballroom de 2 000 m2 modulable jusqu’à 12 salles distinctes,
- salle Times Square de 1 600 m2 (ajoutée en 1996),
- salle Radio City Ballroom de 450 m2 modulable jusqu’à  3 salles,
- salon Columbus de 90 m2 modulable en 2 salles,
- salon Madison de 90 m2 modulable en 2 salles,
- salon Park Avenue de 50 m2,
- salon Walt Street Boardroom de 50 m2.